# Nilo Soares
Nilo Soares (Díli, 18 de julho de 1994) é um futebolista timorense. Atualmente, atua como meio-campista da Seleção Timorense de Futebol.